# Cassiopea-Klasse
Die Cassiopea-Klasse (auch als Costellazioni-Klasse bezeichnet) ist eine Klasse von vier Patrouillenschiffen der italienischen Marine, die seit 1989 in Dienst steht.

## Allgemeines
Die Klasse besteht aus vier, Ende der 1980er-Jahre von Fincantieri in Muggiano bei La Spezia gebauten Schiffen. 2003 wurden zwei weitere, deutlich modifizierte Schiffe in Dienst gestellt, die eine eigene Klasse bilden (Sirio-Klasse oder Cassiopea-II-Klasse).
Diese Einheiten dienen in erster Linie zur Überwachung der Küstengewässer (z. B. Migrationsbekämpfung) und der EEZ (z. B. Fischereischutz). Daneben können sie für Zivilschutz-, Umweltschutz- und Seenotrettungsaufgaben eingesetzt werden. Alle sechs Schiffe sind in Augusta, Sizilien, beheimatet und unterstehen dem dortigen Kommando der Patrouillenkräfte (COMFORPAT – 4ª Divisione navale). Die Einheiten der Cassiopea-Klasse wurden im Gegensatz zu den Korvetten der Minerva-Klasse nach zivilen Standards gebaut.

## Einheiten
| Kennung                               | Name             | Kiellegung        | Stapellauf       | Indienststellung  | Verbleib         |
| Cassiopea-Klasse                      | Cassiopea-Klasse | Cassiopea-Klasse  | Cassiopea-Klasse | Cassiopea-Klasse  | Cassiopea-Klasse |
| ------------------------------------- | ---------------- | ----------------- | ---------------- | ----------------- | ---------------- |
| P401                                  | Cassiopea        | 16. Dezember 1987 | 20. Juli 1988    | 6. Juli 1989      | aktiv            |
| P402                                  | Libra            | 17. Dezember 1987 | 27. Juli 1988    | 28. November 1989 | an Albanien      |
| P403                                  | Spica            | 5. September 1988 | 27. Mai 1989     | 3. Mai 1990       | aktiv            |
| P404                                  | Vega             | 20. Juni 1989     | 24. Februar 1990 | 25. Oktober 1990  | aktiv            |
| Sirio-Klasse oder Cassiopea-II-Klasse |                  |                   |                  |                   |                  |
| P409                                  | Sirio            | 2001              | 11. Mai 2002     | 30. Mai 2003      | aktiv            |
| P410                                  | Orione           | 2001              | 27. Juli 2002    | 1. August 2003    | aktiv            |

Der Patroler Libra (P402) wurde im April 2025 der Albanischen Marine überlassen.

## Nachfolger
Die sechs Patrouillenboote der beiden Cassiopea-Klassen werden voraussichtlich ab 2027 von neuen Offshore Patrol Vessels mit der Projektbezeichnung „PPX“ ersetzt. Die rund 2400 Tonnen verdrängenden Patroler sind in verschiedener Hinsicht eine verkleinerte Variante der sogenannten „Hochseepatrouillenschiffe“ (PPA) der Thaon-di-Revel-Klasse. Der erste von vorerst sechs geplanten PPX-Patrolern wurde 12. Dezember 2024 auf Kiel gelegt.